# Daniel Stigliano
Daniel Stigliano (Buenos Aires, 6 de agosto de 1970) es un productor de televisión (ficción) y cine argentino. Fue cofundador de la productora Azteka Films con las que produjo varias series y telenovelas en Argentina. Actualmente se encuentra radicado en Madrid, en donde continúa desarrollando su carrera de productor en forma personal.

## Biografía
Daniel Stigliano nació el 6 de agosto de 1970 en la ciudad de Buenos Aires, Argentina. Es hijo de Juan Carlos Stigliano y de Delia Tagliabue. Su hermana se llama Laura y su sobrina Fiorella. Tiene ascendencia y ciudadanía italiana por parte de su abuela materna.
Comenzó a trabajar en el medio audiovisual en el año 2000 grabando el piloto de la miniserie policial Código Negro que al año siguiente realizó como productor general en forma independiente y que se emitió por Canal 7 con buena repercusión.
Continuó luego durante diez años en el ámbito del cine publicitario, en las áreas de producción y locaciones, período en el cual produce más de cien publicidades para el exterior y para empresas internacionales tales como Coca-Cola, BBVA, Seat, Peugeot, Disney, Sony, Pepsi, Axa, Garnier, Nivea, Movistar, Johnson & Johnson, Tequila Cuervo, Becks, Starburst, Dentyne, Tide, Sberbank,  entre otras. Durante ese lapso también participó en la producción de dos largometrajes internacionales: Grey Wolf (2009) y El amigo alemán (2010).
En 2005 funda la productora audiovisual Azteka Films, con la cual produce en el año 2012 "Viento Sur" un unitario de época grabado íntegramente en la Patagonia, que se emitió por América TV, reconocido por APTRA con una nominación a los Premios Martín Fierro 2015 a Mejor unitario y/o miniserie.
En 2013 realiza en coproducción con Endemol Argentina la telenovela "Taxxi, amores cruzados" que se emitió por  Telefe.
Durante el 2014, produjo la comedia romántica Pan y vino que se emitió a comienzos de 2015 por América TV los domingos al mediodía en formato de sitcom.
En 2016-2017, produce en coproducción con Kuarzo Entertainment la telenovela Por amarte así que se estrenó en 2016 por Telefe liderando su franja horaria en todo el ciclo. Una de sus protagonistas, Maite Zumelzú, obtuvo un Premio Martín Fierro como Mejor Actriz en 2017.
En 2018 produce la serie La caída por la Televisión Pública.

## Producciones
Con su productora y como Productor General realizó: 
| Contenidos     | Contenidos             | Contenidos        | Contenidos                   | Contenidos  |
| Año producción | Título                 | Tipo              | Canal                        | Año Emisión |
| -------------- | ---------------------- | ----------------- | ---------------------------- | ----------- |
| 2001           | Código Negro           | TV Serie 5 eps    | Canal 7                      | 2001        |
| 2012           | Viento Sur             | TV Serie 8 eps    | América TV                   | 2014        |
| 2013           | Taxxi, amores cruzados | Telenovela 66 eps | Telefé, Telefe Internacional | 2013/14     |
| 2014           | Pan y vino             | Sitcom 26 eps     | América TV                   | 2015        |
| 2016-2017      | Por amarte así         | Telenovela 60 eps | Telefé, Telefe Internacional | 2016-2017   |
| 2018           | La caída               | TV Serie 9 eps    | Televisión Pública Argentina | 2018        |

## Premios y nominaciones
Los premios recibidos por sus producciones fueron:
| Reconocimientos | Reconocimientos         | Reconocimientos                      | Reconocimientos                 | Reconocimientos |
| Año             | Premio                  | Categoría                            | Ficción                         | Resultado       |
| --------------- | ----------------------- | ------------------------------------ | ------------------------------- | --------------- |
| 2013            | Premios Tato            | Mejor ficción diaria / telenovela    | Taxxi, amores cruzados (Telefé) | Nominado        |
| 2014            | Premios Nuevas Miradas  | Mejor unitario y/o miniserie         | Viento Sur (América Tv)         | Ganador         |
| 2015            | Premios Martín Fierro   | Mejor unitario y/o miniserie         | Viento Sur (América Tv)         | Nominado        |
| 2015            | Premios Fund Tv         | Mejor ficción                        | Viento Sur (América Tv)         | Nominado        |
| 2017            | Premios Martín Fierro   | Mejor Actriz Reparto (Maite Zumelzú) | Por amarte Así (Telefe)         | Ganador         |
| 2019            | Premios Fund TV         | Mejor ficción                        | La caída (Tv Pública)           | Ganador         |
| 2019            | Premios Cóndor de Plata | Mejor serie y/o telefilme            | La caída (Tv Pública)           | Nominado        |